# Rémi Cabocel
Rémi Cabocel, né le 13 septembre 1926 à Lezey et mort le 22 octobre 2009 à Dieuze, est un homme politique français.

## Détail des fonctions et des mandats
Mandats locaux
- 1959 - 1995 : Maire de Lezey

Mandat parlementaire
- 29 juillet 1983 - 2 octobre 1983 : Sénateur de la Moselle